# Anderson dos Santos (Fußballspieler, 1985)
Anderson dos Santos (* 29. Dezember 1985 in Cáceres), auch Kanu genannt, ist ein ehemaliger brasilianischer Fußballspieler.

## Karriere
Seinen ersten Vertrag unterschrieb Kanu 2005 beim brasilianischen Clube Atlético do Porto in Caruaru. 2008 wechselte er nach Criciúma zum Criciúma EC. Hier wurde er 2008 an Acadêmica Vitória, der in Vitória de Santo Antão beheimatet ist, ausgeliehen. 2010 zog es ihn nach Asien. Hier unterschrieb er einen Vertrag beim thailändischen Spitzenclub Buriram United. Nach 41 Spielen und elf Toren wechselte er 2012 zum Ligakonkurrenten Chonburi FC. Für Chonburi stand er 150 Mal auf dem Feld. 2016 unterzeichnete er einen Vertrag in Japan bei Shimizu S-Pulse. Der Verein ist in Shimizu beheimatet und spielt in der J1 League. Nach einem Jahr kehrte er 2018 nach Thailand zurück und unterschrieb einen Vertrag beim Erstligisten Suphanburi FC. Bis zum Ende der Hinserie 2019 spielte Kanu 40 Mal für Suphanburi und beendete dann seine aktive Karriere.